# Prange
Prange este o arie protejată (arie specială de conservare — SAC, sit de importanță comunitară — SCI) din Estonia întinsă pe o suprafață de 38,1 ha, integral pe uscat.

## Localizare
Centrul sitului Prange este situat la coordonatele 58°02′40″N 26°12′02″E / 58.0445°N 26.2006°E.

## Înființare
Situl Prange a fost declarat sit de importanță comunitară în aprilie 2004 pentru a proteja 4 specii de animale. Situl a fost protejat și ca arie specială de conservare în aprilie 2010.

## Biodiversitate
Situată în ecoregiunea boreală, aria protejată conține 1 habitat natural: Pajiști aluvionare boreale nordice.
La baza desemnării sitului se află mai multe specii protejate de  nevertebrate (4): fluturele auriu (Euphydryas aurinia), Hypodryas maturna, fluturele purpuriu (Lycaena dispar), Ophiogomphus cecilia.